# Біломістново
Біломі́стново (рос. Беломестново) — село у складі Нерчинського району Забайкальського краю, Росія. Входить до складу Знаменського сільського поселення.

## Населення
Населення — 162 особи (2010; 136 у 2002).
Національний склад (станом на 2002 рік):
- росіяни — 100 %